# Campoplex brachyurus
Campoplex brachyurus là một loài tò vò trong họ Ichneumonidae.